# OH!舞DA PUMP!!
『OH!舞 DA PUMP!!』（オーマイダパンプ）は2018年11月よりdTVチャンネルで毎週日曜日19時30分から配信されていたDA PUMPのダンスバラエティ番組。
2022年1月16日（日）から「OH!舞DA PUMP!! エボリューション」にリニューアルされ、dTVチャンネルサービス終了に伴いひかりTVのみでの配信となった。
2022年11月20日（日）放送で年内での番組終了が発表された。

## 概要
DA PUMPのパフォーマー5名（YORI、TOMO、KIMI、U-YEAH、KENZO）がダンスを軸に様々なことにチャレンジするバラエティ番組。MCを担当する酒井健太（アルコ&ピース）は番組内で「MCカイザー」と呼ばれている。番組名は「OMDP」と略されており、衣装やスタジオセットなどにも使用されている。

## 出演者
- YORI（DA PUMP）
- TOMO（DA PUMP）
- KIMI（DA PUMP）
- U-YEAH（DA PUMP）
- KENZO（DA PUMP）
- 酒井健太（アルコ＆ピース）

ナレーター
- 高木渉

- レニー・ハート（ナレーション）

## 主な企画
- ダンス世界制覇プロジェクト - 世界にあるダンスを国ごとに制覇していくプロジェクト。
- OH!舞 トークNight！ - DA PUMPが今逢いたい人をスタジオに招いて、ゲストの歴史やダンスにまつわるエピソードを紐解くトークコーナー。コーナー内では毎回DA PUMPとゲストでコラボダンスを披露する。
- OH!舞 ダンサーコレクション - KENZOがいま熱いダンサーを紹介する企画。
- ゆるゆるダンサー捜査網 - ネット界隈にゆるいダンスをアップしている人を取り締まる企画。メンバーが「むざい」が「ゆうざい」か判断する。
- 即興！○○○ダンスメドレー - 決められた一つのテーマに沿ってメンバーが一人ずつ選曲してメドレー形式で即興ダンスを披露する。

## 過去のロケ企画
個人でやりたいことや興味のある事を真剣に学び、挑戦するロケ企画。半年以上かけて練習しショーを作り上げ、最後は番組内で披露する。
- U-YEAH ポールダンス世界一の道- 「世界チャンピオンのタイトルが欲しい」と発言したのをきっかけにポールダンスで世界一を目指すことになった。ポールダンサーELLES先生のもとで練習を重ね、韓国での大会出場を目指すもスケジュールが合わず断念。1時間スペシャル放送内で披露して企画終了となった。
- KIMI×カミナリ RAPプロジェクト-  DA PUMP内でラップを担当するKIMIが、芸人カミナリと本気でラップの楽曲を制作するプロジェクト。リリックを自分たちで手がけた楽曲「MOON BACK」を完成させ、スタジオで披露した。
- TOMOリズムネタプロジェクト- お笑い大好きのTOMOが芸人きつねとダンスを使ったリズムネタを作る企画。ホリプロライブにも出演。
- カイザー、ダンスやるってよ！-カイザーことアルコ＆ピース酒井健太が本気でダンスに挑戦する企画。講師にKENZOを選び、本気で練習に励んだ。スタジオでの披露時には相方の平子祐希もスタジオで見届けた。
- YORI ミュージックビデオ制作企画- YORI自ら作詞を手がけ、橘慶太（w-inds.）が楽曲を提供したオリジナル曲「Can't Stop the Feeling」のミュージックビデオを制作する企画。監督を清水康彦が務め、YORIはカメラマン役として出演。YORIが実際に撮影した写真はMV内で使用されている。
- KIMIダブルダッチプロジェクト- ダブルダッチ世界大会3連覇を果たしたREGSTYLEと共にショーケースを作る企画。この企画をきっかけにKIMIは「ダブルダッチ甲子園2021」のスペシャルアンバサダーに就任した。
- U-YEAH ブロードウェイへの道- 日本を代表するタップダンサーHIDEBOHを講師に招き、タップダンスでブロードウェイを目指す企画。足の使い方やバランス感覚を習得するためにうどん踏みや、足踏みマッサージ、スラックライン、ダンスゲームにも挑戦した。新型コロナウィルスの影響もありブロードウェイ出演は諦め、ISSAが歌う「上を向いて歩こう」の曲を使用したショーケースを披露した。
- KIMI パラパラファイトクラブ- 一回り以上歳の離れたギャルモデルの石山彩花、松葉愛海、雨宮由乙花、聖菜の4名と絆を深めながらパラパラに挑戦。スタジオでの披露時は全員制服を着用した。

## オープニングダンス
不定期に番組冒頭で披露されるDA PUMPメンバー5人によるダンスショーケース。基本DA PUMPの曲で踊るが、たまに季節にまつわる楽曲で踊ることもある。
OH!舞 DA PUMP!!
| #       | 配信日         | ダンス楽曲                                          |
| ------- | -------------- | --------------------------------------------------- |
| 1       | 2018年11月4日  | Like This / DA PUMP                                 |
| 5       | 2018年12月2日  | New Position / DA PUMP                              |
| 7       | 2018年12月16日 | GET ON THE DANCE FLOOR / DA PUMP                    |
| 8       | 2018年12月23日 | 恋人たちのクリスマス / マライア・キャリー           |
| 11      | 2019年1月20日  | U.S.A / DA PUMP                                     |
| 12      | 2019年1月27日  | U.S.A / DA PUMP                                     |
| 15      | 2019年2月17日  | Dragon Screamer / DA PUMP                           |
| 18      | 2019年3月10日  | Com'on! Be My Girl! / DA PUMP                       |
| 1hSP    | 2019年3月31日  | Feelin' Good -It's PARADISE- / DA PUMP              |
| 23      | 2019年4月21日  | Rhapsody in Blue / DA PUMP                          |
| 28      | 2019年5月26日  | Rock da House / DA PUMP                             |
| 29      | 2019年6月2日   | Love Is The Final Liberty / DA PUMP                 |
| 34      | 2019年7月7日   | ごきげんだぜっ! 〜Nothing But Something〜 / DA PUMP |
| 37      | 2019年7月28日  | P.A.R.T.Y. 〜ユニバース・フェスティバル〜 / DA PUMP |
| 43      | 2019年9日8日   | Nice Vibe! / DA PUMP                                |
| 58      | 2019年12月22日 | きよしこの夜 - Silent Night-                        |
| 65      | 2020年2月23日  | This is DA world / DA PUMP                          |
| 70      | 2020年4月12日  | Heart on fire / DA PUMP                             |
| 83      | 2020年7月12日  | 上を向いて～DANCE FOR HOPE プロジェクト / ISSA      |
| 88      | 2020年8月16日  | SUMMER RIDER / DA PUMP                              |
| 1hSP    | 2020年8月30日  | 夏祭り / JITTERIN'JINN                              |
| 94      | 2020年10月4日  | Fantasista～ファンタジスタ～ / DA PUMP              |
| 104     | 2020年12月20日 | クリスマス・イブ / 山下達郎                         |
| 107     | 2021年1月17日  | お正月ソング                                        |
| 113     | 2021年2月28日  | Soldiers〜慈しむ者たち〜 / DA PUMP                  |
| 115     | 2021年3月14日  | Dream on the street / DA PUMP                       |
| 120     | 2021年4月18日  | 桜 / DA PUMP                                        |
| 126     | 2021年5月30日  | Crazy Beat Goes On! / DA PUMP                       |
| 131     | 2021年7月4日   | Oh! My Precious! / DA PUMP                          |
| 135     | 2021年8月1日   | ふたりの愛ランド / 石川優子とチャゲ                 |
| 138/139 | 2021年8月22日  | Do it！宙にジャンプ / DA PUMP                       |
| 146     | 2021年10月17日 | 紡-TSUMUGI- / DA PUMP                               |
| 149     | 2021年11月7日  | Funky Girl / DA PUMP                                |

OH!舞DA PUMP!!エボリューション
| #      | 配信日        | ダンス楽曲                              |
| ------ | ------------- | --------------------------------------- |
| 6      | 2022年2月27日 | C'mon & Knock Me Down / DA PUMP         |
| 12     | 2022年4月10日 | DA FUNK/ DA PUMP                        |
| 16     | 2022年5月8日  | Lean Back〜俺たちキーワード〜 / DA PUMP |
| 24     | 2022年7月10日 | Super Power / DA PUMP                   |
| 26     | 2022年7月24日 | No! No! Satisfaction! / DA PUMP         |
| 夏1hSP | 2022年8月28日 | We can't stop the music / DA PUMP       |
| 35     | 2022年10月9日 | if... / DA PUMP                         |

## OH!舞DA PUMP!! 放送内容
| #       | 配信日         | 企画① | 企画②                                                                  | ロケ企画                                                          |
| ------- | -------------- | --- | ---------------------------------------------------------------------- | ----------------------------------------------------------------- |
| 1       | 2018年11月4日  | 他己紹介 / メンバーやりたい企画発表                                                                                   | ダンサーコレクション：TwiggzFam / ALAVENTA                             |                                                                   |
| 2       | 2018年11月11日 | ダンスバトル / U-YEAHポールダンス始動                                                                                 | ダンサーコレクション：ARIYA                                            |                                                                   |
| 3       | 2018年11月18日 | DAICHIなりきりマイケルNight ゲスト：マイコーりょう、まいける井上、コウメ太夫                                          | KIMI 芸人とラップ作り始動 ゲスト：カミナリ                             |                                                                   |
| 4       | 2018年11月25日 | ダンスゲーム「DANCE RUSH STARDOM」対決                                                                                | ダンサーコレクション：Ringo Winbee                                     | U-YEAH ポールダンス①                                              |
| 5       | 2018年12月2日  | TOMO 芸人とリズムネタ作り企画 ゲスト：バンビーノ、2700、きつね、永野                                                  | ダンサーコレクション：Toremolo                                         |                                                                   |
| 6       | 2018年12月9日  | KENZO 振付師Lia Kimとコラボダンス                                                                                     | ダンサーコレクション：T.K.O                                            |                                                                   |
| 7       | 2018年12月16日 | OH!舞 お悩み相談室 |                                                                        | KIMIラップ作り①                                                   |
| 8       | 2018年12月23日 | クリスマスNight |                                                                        |                                                                   |
| 9       | 2019年1月6日   | 平成最後のJ-POP DANCE                                                                                                 | ダンサーコレクション：TOKYO ARMS                                       | 出張カイザー                                                      |
| 10      | 2019年1月13日  | 【ダンス世界制覇】日本・阿波踊り                                                                                      | ダンサーコレクション：GANMI                                            | TOMOリズムネタ①                                                   |
| 11      | 2019年1月20日  | OH!舞 お悩み相談室 第2弾                                                                                              | ダンサーコレクション：FabulousSisters                                  | U-YEAH ポールダンス②                                              |
| 12      | 2019年1月27日  | 【即興！ダンスメドレー】アニメソング                                                                                  |                                                                        | KIMIラップ作り②                                                   |
| 13      | 2019年2月3日   | 【ダンス世界制覇】スペイン・フラメンコ                                                                                | ダンサーコレクション：キッズダンサー SLAMMIN'、ASTER、Canal street NYC |                                                                   |
| 14      | 2019年2月10日  | ダンサーコレクション プロダブルダッチチームREG STYLE                                                                  |                                                                        | TOMOリズムネタ②                                                   |
| 15      | 2019年2月17日  | DAICHI サルサでトップを狙え                                                                                           | U-YEAH ポールダンス世界一を見つめ直そう                                |                                                                   |
| 16      | 2019年2月24日  | 【即興！ダンスメドレー】映画ソング                                                                                    | ダンサーコレクション：Queen Me                                         | KIMIラップ作り③                                                   |
| 17      | 2019年3月3日   | 【ダンス世界制覇】アフリカ・アフリカンダンス                                                                          | YORI NOTE                                                              | TOMOリズムネタ③ YORI NOTE                                         |
| 18      | 2019年3月10日  | 【即興！ダンスメドレー】ドラマ主題歌                                                                                  |                                                                        | U-YEAHポールダンス③                                               |
| 19      | 2019年3月17日  | 【ダンス世界制覇】ロシア・コサックダンス                                                                              | ダンサーコレクション：Revety                                           | TOMOリズムネタ④ YORI NOTE                                         |
| 20      | 2019年3月24日  | DAICHI サルサパートナー オーディション ゲスト：兼次桜菜、SHEILA、大納言光子、おかざきなな                             |                                                                        | KIMIラップ作り④                                                   |
| 1hSP    | 2019年3月31日  | KIMI、TOMO、U-YEAHソロ企画お披露目SP ゲスト：マイコーりょう、まいける井上、永野、カミナリ、きつね                     |                                                                        | YORI NOTE                                                         |
| 21      | 2019年4月7日   | 【即興！ダンスメドレー】B'z ソング                                                                                    | ダンサーコレクション：ZiNEZ                                            | DAICHIサルサ①                                                     |
| 22      | 2019年4月14日  | 【ダンス世界制覇】インド・ボリウッド                                                                                  | カイザー、ダンスやるってよ始動                                         |                                                                   |
| 23      | 2019年4月21日  | 【ダンス世界制覇】ブラジル・サンバ                                                                                    |                                                                        | DAICHIサルサ②                                                     |
| 24      | 2019年4月28日  | 【ダンサーコレクション】超人ダンサーSP 上西隆史、REG STYLE、高崎兄弟、avecoo                                          |                                                                        | カイザーダンスやるってよ①                                         |
| 25      | 2019年5月５日  | 令和記念！平成を振り返ろう大反省会                                                                                    |                                                                        |                                                                   |
| 26      | 2019年5月12日  | 【トークNight】ゲスト：風見しんご                                                                                     |                                                                        |                                                                   |
| 27      | 2019年5月19日  | 【即興！ダンスメドレー】B'z ソング第2弾                                                                               |                                                                        | DAICHIサルサ③                                                     |
| 28      | 2019年5月26日  | 【ダンス世界制覇】アイルランド・アイリッシュダンス                                                                    | ダンサーコレクション：DesikA                                           |                                                                   |
| 29      | 2019年6月2日   | 【即興ダンスメドレー】TKソング                                                                                        |                                                                        | カイザーダンスやるってよ②                                         |
| 30      | 2019年6月9日   | 【ダンス世界制覇】中国・扇舞                                                                                          |                                                                        | DAICHIサルサ④                                                     |
| 31      | 2019年6月16日  | このMVが凄い！ |                                                                        | KIMIダブルダッチ①                                                 |
| 32      | 2019年6月23日  | 【ダンサーコレクション】世界で活躍しているダンサーSP Blacklllmurai、TIRQSTAR、LUCIFER、九州男児新鮮組                 |                                                                        | TOMOリズムネタ第2弾①                                              |
| 33      | 2019年6月30日  | 【トークNight】ゲスト：パパイヤ鈴木                                                                                   |                                                                        |                                                                   |
| 34      | 2019年7月7日   | 【ダンス世界制覇】ブルガリアンダンス                                                                                  | サルサ発祥のキューバを調査                                             |                                                                   |
| 35      | 2019年7月14日  | ブレイキン大解剖SP ゲスト：九州男児新鮮組                                                                             |                                                                        |                                                                   |
| 36      | 2019年7月21日  | このMVが凄い！第2弾                                                                                                   |                                                                        | カイザーダンスやるってよ③                                         |
| 37      | 2019年7月28日  | NYロケ Vol.1 |                                                                        |                                                                   |
| 38      | 2019年8月4日   | NYロケ Vol.2 |                                                                        |                                                                   |
| 39      | 2019年8月11日  | NYロケ Vol.3 |                                                                        |                                                                   |
| 40      | 2019年8月18日  | NYロケ Vol.4 |                                                                        |                                                                   |
| 41      | 2019年8月25日  | 【即興ダンスメドレー】夏ソング                                                                                        |                                                                        | カイザーダンスやるってよ④                                         |
| 42      | 2019年9月1日   | 【トークNight】ゲスト：ラッキィ池田                                                                                   |                                                                        |                                                                   |
| 43      | 2019年9月8日   | 【ダンス世界制覇】日本・エイサー                                                                                      |                                                                        |                                                                   |
| 44      | 2019年9月15日  | 【ダンサーコレクション】ヲタクダンサーSP リアルアキバボーイズ、GinyuforcE、ワールドヲーター                           |                                                                        | TOMOリズムネタ第2弾②                                              |
| 45      | 2019年9月22日  | 【ダンス世界制覇】メキシコ・メイキシカン                                                                              |                                                                        | KIMIダブルダッチ②                                                 |
| 46      | 2019年9月29日  | 【トークNight】ゲスト：SAM                                                                                            |                                                                        |                                                                   |
| 47      | 2019年10月6日  | 【即興ダンスメドレー】TKソング第2弾                                                                                   |                                                                        | DAICHIサルサ⑤                                                     |
| 48      | 2019年10月13日 | 【ダンス世界制覇】ブラジル・カポエイラ                                                                                |                                                                        | カイザーダンスやるってよ⑤                                         |
| 49      | 2019年10月20日 | ロックダンス解剖SP |                                                                        | TOMOリズムネタ第2弾③                                              |
| 50      | 2019年10月27日 | ダンスダンスレボリューション 対決                                                                                     |                                                                        | KIMIダブルダッチ③                                                 |
| 51      | 2019年11月3日  | 【トークNight】ゲスト：夏まゆみ                                                                                       |                                                                        |                                                                   |
| 52      | 2019年11月10日 | 【即興ダンスメドレー】New Jack Swing                                                                                  |                                                                        | カイザーダンスやるってよ⑥                                         |
| 53      | 2019年11月17日 | ご当地ヒーローSP |                                                                        |                                                                   |
| 54      | 2019年11月24日 | 【トークNight】ゲスト：HIDEBOH                                                                                        |                                                                        |                                                                   |
| 55      | 2019年12月1日  | 【ダンサーコレクション】 Hilty&Bosch、Repoll:FX                                                                       |                                                                        | TOMOリズムネタ第2弾④                                              |
| 56      | 2019年12月8日  | 【ダンス世界制覇】エジプトダンス                                                                                      |                                                                        | DAICHIサルサ⑥                                                     |
| 57      | 2019年12月15日 | YORIおかえり＆OPダンス一気見スペシャル！                                                                              |                                                                        | YORI企画始動                                                      |
| 58      | 2019年12月22日 | クリスマスNight |                                                                        | KIMIダブルダッチ④                                                 |
| 59      | 2020年1月12日  | TikTok Night ゲスト：狩野英孝、NARI Digitz                                                                            |                                                                        | TOMOリズムネタ第2弾⑤                                              |
| 60      | 2020年1月19日  | 【トークNight】ゲスト：KABA.ちゃん                                                                                    |                                                                        |                                                                   |
| 61      | 2020年1月26日  | 【お披露目SP 前編】KIMIダブルダッチ / カイザーダンス ゲスト：永野、平子祐希（アルコ＆ピース）                         |                                                                        |                                                                   |
| 62      | 2020年2月2日   | 【お披露目SP 後編】DAICHIサルサ / TOMOリズムネタ ゲスト：永野、平子祐希（アルコ＆ピース）                             |                                                                        |                                                                   |
| 63      | 2020年2月9日   | 【トークNight】ゲスト：黒須洋嗣                                                                                       |                                                                        |                                                                   |
| 64      | 2020年2月16日  | KENZO Ruuとコラボダンス                                                                                               | ダンサーコレクション：FORCE ELEMENTS                                   |                                                                   |
| 65      | 2020年2月23日  | 【ダンサーコレクション】キッズダンサーSP Spinelle、Shaka Dela Boo、エル＆ミル's                                       |                                                                        | U-YEAHタップダンス①                                               |
| 66      | 2020年3月8日   | 【トークNight】ゲスト：m.c.A・T                                                                                       |                                                                        |                                                                   |
| 67      | 2020年3月15日  | 【即興ダンスメドレー】卒業ソング                                                                                      |                                                                        | DAICHIバレエ①                                                     |
| 68      | 2020年3月22日  | DAICHI バレエ相方オーディション ゲスト：信江勇、バレエドールズ、ELLES                                                 |                                                                        |                                                                   |
| 69      | 2020年4月5日   | TOMO TOMO Night ゲスト：POI LAB、ず〜まだんけ、ゴスペルスクエア                                                       |                                                                        | U-YEAHタップダンス②                                               |
| 70      | 2020年4月12日  | 【即興ダンスメドレー】卒業ソング                                                                                      |                                                                        | YORI MV企画②                                                      |
| 71      | 2020年4月19日  | 【トークNight】ゲスト：仲宗根梨乃                                                                                     | YORI＆TOMO 誕生日祝い                                                  |                                                                   |
| 72      | 2020年4月26日  | トークNightスペシャルコラボ総集編                                                                                     |                                                                        | DAICHIバレエ②                                                     |
| 73      | 2020年5月3日   | OH!舞リモート会議 クイズKENZO王                                                                                       |                                                                        | DAICHIバレエ③ U-YEAHタップダンス②                                 |
| 74      | 2020年5月10日  | OH!舞リモート会議 お家でHow to Pump 第2回クイズKENZO王                                                                |                                                                        | KIMIパラパラ①                                                     |
| 75      | 2020年5月17日  | OH!舞リモート会議 フィンガーダンス 第3回クイズKENZO王                                                                 |                                                                        | TOMOゴスペル①                                                     |
| 76      | 2020年5月24日  | U-YEAHと振り返る 即興ダンスメドレー                                                                                   |                                                                        | YORI MV企画③                                                      |
| 77      | 2020年5月31日  | インタビュー企画：レギュラー7人へ共通の質問 前編                                                                      |                                                                        |                                                                   |
| 78      | 2020年6月7日   | インタビュー企画：レギュラー7人へ共通の質問 後編                                                                      |                                                                        |                                                                   |
| 79      | 2020年6月14日  | 身体能力向上スペシャル ゲスト：バズーカ岡田                                                                           |                                                                        |                                                                   |
| 80      | 2020年6月21日  | ソロプロジェクトSP （KIMIパラパラ、U-YEAHタップダンス、TOMOゴスペル）                                                 |                                                                        |                                                                   |
| 81      | 2020年6月28日  | ソロプロジェクトSP （YORI MV企画、TOMOゴスペル、DAICHIバレエ）                                                        |                                                                        |                                                                   |
| 82      | 2020年7月5日   | NYロケ総集編＆未公開                                                                                                  |                                                                        |                                                                   |
| 83      | 2020年7月12日  | TikTok BEST スペシャル ゲスト：スーパー島田ブラザーズ                                                                 |                                                                        |                                                                   |
| 84      | 2020年7月19日  | 【トークNight】ゲスト：Zeebra                                                                                         |                                                                        |                                                                   |
| 85      | 2020年7月26日  | 【ダンス世界制覇】ジャマイカ・レゲエ                                                                                  | DAICHIバレエ衣装選び                                                   |                                                                   |
| 86      | 2020年8月2日   | 【即興ダンスメドレー】真夏の怪談Night ゲスト：コウメ大夫                                                              |                                                                        |                                                                   |
| 87      | 2020年8月9日   | 【即興ダンスメドレー】ディズニーソング ゲスト：May J.                                                                 |                                                                        | KENZO HIP-HOP探訪①                                                |
| 88      | 2020年8月16日  | 新世代AD軍団による新企画プレゼンNight                                                                                 | 真夏の怪談Night 未公開シーン                                           |                                                                   |
| 89      | 2020年8月23日  | 1時間SP直前 ソロ企画進捗報告                                                                                          |                                                                        |                                                                   |
| 1hSP    | 2020年8月30日  | #OMDP 夏祭り1時間SP ゲスト：コウメ太夫、DJ KOO                                                                        |                                                                        |                                                                   |
| 90      | 2020年9月6日   | 【即興ダンスメドレー】キーボード生演奏 ゲスト：こまつ                                                                 |                                                                        | KENZO HIP-HOP探訪②                                                |
| 91      | 2020年9月13日  | ダンサーコレクションびっくり仰天パフォーマーSP SHU TAKADA、池田 貴広、TeamANDZ、                                      |                                                                        |                                                                   |
| 92      | 2020年9月20日  | 【即興ダンスメドレー】韓流ソング                                                                                      |                                                                        | KENZO HIP-HOP探訪③                                                |
| 93      | 2020年9月27日  | YORI NOTE「本物のドラゴンボールを探す旅」 ゲスト：ニブンノゴ！大川知英、アイデンティティ田島                          |                                                                        |                                                                   |
| 94      | 2020年10月4日  | 【ダンス世界制覇】アメリカ・リンディホップ                                                                            |                                                                        | KENZO HIP-HOP探訪④                                                |
| 95      | 2020年10月11日 | 【即興ダンスメドレー】日本の歌姫 ゲスト：荒牧陽子                                                                     | 高校生パフォーマー募集                                                 |                                                                   |
| 96      | 2020年10月18日 | 【トークNight】ゴリ（ガレッジセール）                                                                                 |                                                                        |                                                                   |
| 97      | 2020年10月25日 | YORIソロ企画 MVメイキング                                                                                             |                                                                        |                                                                   |
| 98      | 2020年11月1日  | 秋の大運動会 |                                                                        | KENZO HIP-HOP探訪⑤                                                |
| 99      | 2020年11月8日  | 配信100回直前 もう一度みたいパフォーマンスBEST5                                                                       |                                                                        |                                                                   |
| 100     | 2020年11月22日 | 配信100回記念SP 栃木ツアー ①                                                                                          | MV「Soldiers〜慈しむ者たち〜」初公開                                   |                                                                   |
| 101     | 2020年11月29日 | 配信100回記念SP 栃木ツアー ②                                                                                          | MV「Soldiers〜慈しむ者たち〜」メイキング                               |                                                                   |
| 102     | 2020年12月6日  | 配信100回記念SP 栃木ツアー ③                                                                                          |                                                                        |                                                                   |
| 103     | 2020年12月13日 | ダンサーコレクション スーパー島田ブラザース、 Let's Boogie                                                            |                                                                        |                                                                   |
| 104     | 2020年12月20日 | クリスマスNight |                                                                        | DAICHIギター企画①                                                 |
| 105     | 2020年12月27日 | 【ダンス世界制覇】ハワイ・フラダンス                                                                                  |                                                                        |                                                                   |
| 106     | 2021年1月10日  | ドラゴンボールNight ゲスト：R藤本、アイデンティティ、堀川りょう                                                       |                                                                        | KENZO HIP-HOP探訪⑥                                                |
| 107     | 2021年1月17日  | KENZO HIP-HOP探訪お披露目スペシャル                                                                                   |                                                                        |                                                                   |
| 108     | 2021年1月24日  | 【トークNight】ゲスト：江守藹                                                                                         | YORI NOTE ドラゴンボール完結編                                         |                                                                   |
| 109     | 2021年1月31日  | ゆるゆるダンサー捜査網 ゲスト：パパラピーズ、おさき、阿部物語                                                         |                                                                        |                                                                   |
| 110     | 2021年2月7日   | POPPIN Night ゲスト：Acky                                                                                             |                                                                        | DAICHIギター企画②                                                 |
| 111     | 2021年2月14日  | 【即興ソングメドレー】ラブソング                                                                                      |                                                                        |                                                                   |
| 112     | 2021年2月21日  | 【トークNight】ゲスト：YOSHIE                                                                                         |                                                                        |                                                                   |
| 113     | 2021年2月28日  | KRUMP Night |                                                                        |                                                                   |
| 114     | 2021年3月7日   | ロックンロール Night ゲスト：TAIGA                                                                                    |                                                                        |                                                                   |
| 115     | 2021年3月14日  | このMVが凄い DA PUMP「Dream on the street」編                                                                         |                                                                        |                                                                   |
| 116     | 2021年3月21日  | ダンサー応援スペシャル                                                                                                |                                                                        |                                                                   |
| 117     | 2021年3月28日  | ゆるゆるダンサー捜査網 第2弾 ゲスト：カノックスター 、平成フラミンゴ、ズズ                                            |                                                                        |                                                                   |
| 118     | 2021年4月4日   | 【即興ソングメドレー】ジブリNight ゲスト：井上あずみ                                                                  |                                                                        |                                                                   |
| 119     | 2021年4月11日  | 【即興ソングメドレー】和楽器Night ゲスト：桜men                                                                       |                                                                        | ネイチャーTOMO①                                                   |
| 120     | 2021年4月18日  | 【トークNight】ゲスト：極楽とんぼ 山本圭壱                                                                            |                                                                        |                                                                   |
| 121     | 2021年4月25日  | コラボNight KIMI×KROW＆ARES&KOKI＆HINATA KENZO×Hilty&Bosch                                                            |                                                                        | ネイチャーTOMO②                                                   |
| 122     | 2021年5月2日   | キッズダンサー こどもの日SP ゲスト:もーじゅー/Be Faith Crew Jr./TOON BLAST!!                                          |                                                                        | U-YEAHハリウッドへの道①                                           |
| 123•124 | 2021年5月9日   | DAICHI 卒業1時間スペシャル                                                                                            |                                                                        |                                                                   |
| 125     | 2021年5月23日  | リップシンクダンスコンテスト 出場者：TAKUTO MARS/YUiNA /フレイディ/民秋貴也                                           |                                                                        | U-YEAHハリウッドへの道②                                           |
| 126     | 2021年5月30日  | 【トークNight】ゲスト：遼河はるひ                                                                                     |                                                                        | KIMI盆踊りプロジェクト①企画始動                                   |
| 127     | 2021年6月6日   | 打楽器Night ゲスト：Funcussion                                                                                        |                                                                        | ネイチャーTOMO③                                                   |
| 128     | 2021年6月13日  | 【トークNight】ゲスト：TAKAHIRO                                                                                       |                                                                        | ネイチャーTOMO④                                                   |
| 129     | 2021年6月20日  | ゆるゆるダンサー捜査網 第3弾 ゲスト：えりなっち、ポポロクランク、清水あいり                                           |                                                                        | KIMI盆踊りプロジェクト②二期生・餓鬼レンジャーGP a.k.a N.O.B.B参加 |
| 130     | 2021年6月27日  | ダンススター偉人伝「ブルーノ・マーズ」                                                                                |                                                                        | U-YEAHハリウッドへの道③                                           |
| 131     | 2021年7月4日   | マリッジNight ゲスト：GENKI & ELEES                                                                                   |                                                                        |                                                                   |
| 132     | 2021年7月11日  | 【トークNight】ゲスト：DJ KOO                                                                                         |                                                                        | ネイチャーTOMOⅡ ①                                                 |
| 133     | 2021年7月18日  | ボリウッドNight ゲスト：バービー                                                                                      |                                                                        | KIMI盆踊りプロジェクト③一期生＆二期生親睦会                       |
| 134     | 2021年7月24日  | 第2回リップシンクダンスコンテスト 出場者：TAKUTO MARS/ジャネットたまえ/伊波瑠奈/KIMI                                  |                                                                        | ネイチャーTOMOⅡ ②                                                 |
| 135     | 2021年8月1日   | OH!舞 夏祭り！ （グルグル射的＆スーパーボールすくい＆お神輿カーリング） ゲスト：TAIGA                                 |                                                                        | KENZO新企画始動                                                   |
| 136     | 2021年8月8日   | ゆるゆるダンサー捜査網 第4弾 ゲスト：大関れいか/ひっそり技獣部/グリフォン國松                                         |                                                                        | U-YEAHハリウッドへの道④                                           |
| 137     | 2021年8月15日  | ダンススター偉人伝「ジャネット・ジャクソン」 ゲスト：ジャネットたまえ                                                 |                                                                        | ネイチャーTOMOⅡ ③                                                 |
| 138/139 | 2021年8月22日  | OH!舞 ファン感謝祭!! 予測不能の生配信SP ～DA PUMPは地球を救う～ ゲスト：みなみかわ/ゴンゾー                           |                                                                        |                                                                   |
| 140     | 2021年9月5日   | 【ダンス世界制覇】南アフリカ・パンツーラ                                                                              |                                                                        | ネイチャーTOMOⅡ④                                                  |
| 141     | 2021年9月12日  | リップシンクダンスコンテスト〜NEXTジェネレーションズSP〜 出場者：大橋ヒカル/ぎょうぶ＆川野辺/松本ゆん/AIR KISS/小池成 |                                                                        | KENZO一人舞台企画 「チームラボ」編                                |
| 142     | 2021年9月19日  | ヒューマンビートボックスNight ゲスト：TATSUYA                                                                         |                                                                        | KIMI盆踊りプロジェクト④Voオーディション編                         |
| 143     | 2021年9月26日  | ネイチャーTOMOⅢ牧場体験（前編） U-YEAHハリウッドへの道⑤                                                               |                                                                        |                                                                   |
| 144     | 2021年10月3日  | ダンススター偉人伝「マドンナ」ゲスト：ぐりふぉん                                                                      |                                                                        | KIMI盆踊りプロジェクト⑤レコーディング編                           |
| 145     | 2021年10月10日 | ダブルダッチNight ゲスト：REGSTYLE                                                                                    |                                                                        |                                                                   |
| 146     | 2021年10月17日 | ネイチャーTOMOⅢ牧場体験（後編） U-YEAHハリウッドへの道⑥                                                               |                                                                        |                                                                   |
| 147     | 2021年10月24日 | クラシックNight ゲスト：Yui                                                                                           |                                                                        | HOW TOお絵かきリターンズ                                          |
| 148     | 2021年10月31日 | 【トークNight】ゲスト：が〜まるちょば                                                                                 |                                                                        |                                                                   |
| 149     | 2021年11月7日  | 番組活性化会議 ゲスト：けーた（アゲイン）、菅原ゆらぎ、大川義秋（桜men）                                              |                                                                        | YORIシンガーへの道！                                              |
| 150     | 2021年11月14日 | 150回記念1時間スペシャル「人は、なぜ踊るのか」 ゲスト：かんばらけんた、GenGen、BAMBOO SHOOT、モネ、WAAAPS             |                                                                        |                                                                   |

## OH!舞DA PUMP!!エボリューション　放送内容
| #  | 配信日         | 企画① | 企画②                                 |
| -- | -------------- | --- | ------------------------------------- |
| 1  | 2022年1月16日  | ガチンコ運動会＜前半＞ ゲスト：永野・TAIGA・ぐりふぉん・GENKI・YOSHIE・MEDUSA                                               |                                       |
| 2  | 2022年1月23日  | ガチンコ運動会＜後半＞ |                                       |
| 3  | 2022年1月30日  | OH!舞キッズコーチング ダンサー：aspiration・リトルZ                                                                         | YORI シンガープロジェクト             |
| 4  | 2022年2月6日   | U-YEAHハリウッドへの道⑤ 乗馬体験 前編 / KIMI盆踊りプロジェクト⑥振り付け編                                                   |                                       |
| 5  | 2022年2月20日  | バレンタインフェス ゲスト：大島麻衣・つんこ                                                                                 |                                       |
| 6  | 2022年2月27日  | OH!舞ナイトスクープ 北足柄小学校閉校企画①                                                                                   | YORIアニマル企画 ドッグダンス         |
| 7  | 2022年3月6日   | 【OH!舞トークエボリューション】 ゲスト：泉ひかり                                                                            |                                       |
| 8  | 2022年3月13日  | OH!舞KIMI×2エボリューション（極秘タップダンスプロジェクト）                                                                 | U-YEAHハリウッドへの道⑤ 乗馬体験 後編 |
| 9  | 2022年3月20日  | 【OH!舞トークエボリューション】 ゲスト：岡田奈々                                                                            | DA PUMP ダービー②早口サバイバル       |
| 10 | 2022年3月27日  | OH!舞青春Night！ ゲスト：矢口英愛・宝仙学園高校ダンス部・武南高校ダンス部                                                   |                                       |
| 11 | 2022年4月3日   | リップシンクダンスコンテスト ゲスト：深川詩梨・DWICE・TAKUTO MARS・Uryu&ジョニー志村                                        | YORIアニマル企画② KIMIお化け屋敷      |
| 12 | 2022年4月10日  | OH!舞キッズコーチング ダンサー：Mathematics ・ M's Crew                                                                     | 北足柄小学校閉校企画②                 |
| 13 | 2022年4月17日  | OH!舞ナイトスクープ 北足柄小学校閉校企画③ 撮影本番                                                                          | DA PUMP ダービー③消しピンバトル       |
| 14 | 2022年4月24日  | ご当地アイドルリーグ関東予選 出場者：C-Style / Nゼロ / YOKOHAMA男子                                                         |                                       |
| 15 | 2022年5月1日   | 【OH!舞トークエボリューション】 ゲスト：ぺこぱ                                                                              |                                       |
| 16 | 2022年5月8日   | まだまだ青春Night ゲスト：BAMBOO SHOOT / TORI / エミケル                                                                    |                                       |
| 17 | 2022年5月15日  | KIMI39歳になったね記念 地元横浜で39旅（前編）                                                                               |                                       |
| 18 | 2022年5月22日  | KIMI39歳になったね記念 地元横浜で39旅（後編）                                                                               |                                       |
| 19 | 2022年6月5日   | U-YEAHハリウッドへの道：殺陣編 / KENZO×狐火コラボ企画 始動                                                                  |                                       |
| 20 | 2022年6月12日  | LIVE DA PUMP 2022 TOUR DA POP COLORS 岡山公演密着 & YORI岡山癒し旅                                                          |                                       |
| 21 | 2022年6月19日  | 【OH!舞トークエボリューション】 ゲスト：中川翔子                                                                            |                                       |
| 22 | 2022年6月26日  | OH!舞家族ダンサーに乾杯 ゲスト：O-SHIMAファミリー / SHOKOファミリー/ Suthoomファミリー                                      |                                       |
| 23 | 2022年7月3日   | ジャズNight ゲスト：高木里代子                                                                                              |                                       |
| 24 | 2022年7月10日  | ローカルアイドル北関東甲信越予選（あかぎ団、NIE'S、I-con.）                                                                 |                                       |
| 25 | 2022年7月17日  | ロケ回（KIMI 39旅田植え編 / KENZO×狐火コラボ企画作詞編）                                                                    |                                       |
| 26 | 2022年7月24日  | 【OH!舞トークエボリューション】 ゲスト：関智一                                                                              |                                       |
| 27 | 2022年8月7日   | 筋肉Night ゲスト：バズーカ岡田 筋肉パフォーマー：高梁兄弟/上西隆史/FULLCAST RAISERZ）                                       | TOMO商店街企画 ①                      |
| 28 | 2022年8月14日  | OH!舞 師弟コラボNight ゲスト：JUN                                                                                           |                                       |
| 29 | 2022年8月21日  | 【ダンス世界制覇】エアロビクス                                                                                              | TOMO商店街企画②                       |
| SP | 2022年8月28日  | OH!舞自分に感謝祭 真夏の1時間SP〜DA PUMP は地球を救う〜 テーマ：私利私欲 / ゲスト：コウメ太夫、ニッチロー、デコピン浜ちゃん |                                       |
| 30 | 2022年9月4日   | エピソードダンス選手権〜ひと夏の思い出は、君がくれたもの〜                                                                  | U-YEAHハリウッドへの道⑥ 居合編        |
| 31 | 2022年9月11日  | 【OH!舞トークエボリューション】ゲスト：般若                                                                                 |                                       |
| 32 | 2022年9月18日  | U-YEAHハリウッドへの道 太秦映画村編 & 夏の1hSP未公開                                                                        |                                       |
| 33 | 2022年9月25日  | KENZO ポエトリーリーディングコラボ企画 ゲスト：狐火                                                                         | TOMO 商店街企画③                      |
| 34 | 2022年10月2日  | 【OH!舞トークエボリューション】ゲスト：MAX                                                                                  |                                       |
| 35 | 2022年10月9日  | ギャルナイト・KIMIパラパラ企画 ゲスト：あやかてぃーん / あいみ / せいな / ゆずは / MAX LINA / N.O.B.B a.k.a GP              |                                       |
| 36 | 2022年10月16日 | ローカルアイドルリーグ 東北大会 出場者：GMU / 福島ゆか / ヤンチャン学園SENDAI                                               | YORIのこと より一層知っちゃおう①      |
| 37 | 2022年10月23日 | MCカイザーが語るメンバーの素顔＆総集編                                                                                      |                                       |
| 38 | 2022年11月6日  | アフターハロウィParty | YORIのこと より一層知っちゃおう②      |
| 39 | 2022年11月13日 | OH!舞 青春Night ゲスト：トキワ松学園高校ダンス部 / 日体大荏原高校ダンス部 / 埼玉栄高校コーラス部                            |                                       |
| 40 | 2022年11月20日 | 【OH!舞トークエボリューション】ゲスト：ブチギレ氏原                                                                         | YORIのことより一層しっちゃおう③       |
| 41 | 2022年11月27日 | ローカルアイドルリーグ グランドチャンピオン大会 出場者：GMU / C-Style / あかぎ団 特別審査員：福島ゆか                       |                                       |
| 42 | 2022年12月4日  | OH!舞モーニング娘。Night ゲスト：モーニング娘。'22（石田亜佑美、岡村ほまれ、山﨑愛生、加賀楓）                              |                                       |

## スタッフ
- 構成：平和紘/藤原ちぼり
- アドバイザー：宮田健男
- CAM：河部謙一（turn-up）
- 音声：吉川淳（turn-up）
- 照明：遠藤光弘（童夢）
- 美術：栗田 昇
- タイトルロゴ：山田健介
- 編集：森本高生

- MA：横井秀也
- 音響効果：土井隆昌
- 技術協力：turn-up/童夢/ BANZAI
- 美術協力：ル・オブジェ・アール・スタジオ
- AD：佐藤真優/澤田茉歩/佐佐木基入
- AP：金川紗希子
- ディレクター：井上章一/井上雄介/北圭吾/成田武拓
- プロデューサー：小林有衣子
- 総合演出：大野寿之
- 制作協力：イースト・ファクトリー
- 製作・著作：NTTドコモ